# Isosticta gracilior
Isosticta gracilior är en trollsländeart som beskrevs av Maurits Anne Lieftinck 1975. Isosticta gracilior ingår i släktet Isosticta och familjen Isostictidae. Inga underarter finns listade i Catalogue of Life.